# Arte rupestre da bacia mediterrânica da Península Ibérica
O conjunto da arte rupestre da bacia mediterrânica da península Ibérica é um bem cultural pertencente ao Patrimônio Mundial da Humanidade, segundo declaração da UNESCO em 1998. Trata-se de um conjunto de sítios de arte rupestre na metade oriental da Espanha, que se destaca pelo elevado número de lugares que apresentam este tipo de arte, a maior concentração da Europa. Sua denominação alude à Bacia do Mediterrâneo. Enquanto uns sítios estão situados próximos ao mar, muitos de eles estão no interior, em comunidades como Aragão ou Castela-A Mancha.
Esta arte foi desenvolvida por grupos mesolíticos e neolíticos do levante espanhol, que cronologicamente se situariam num período de 6500 a 10 000 atrás. O final do período que cobre esta arte coincide com o começo da denominada "arte esquemática" (de 3500 a 6500 anos atrás). A expressão também de crenças dos povos agricultores e pecuários é radicalmente diferente à dos grupos predadores autores da arte da bacia do Mediterrâneo, com fundamentos na abstração, como se pode verificar nas coincidências espaciais que se produzem nalguns dos territórios de ambos os casos.
Foi descoberto pela primeira vez na província de Teruel em 1903. Juan Cabre foi o primeiro que estudou esta arte, definindo-a como uma arte do Paleolítico regional. Depois foi considerada uma arte paralela às pinturas paleolíticas encontradas nas cavernas. Nesse caso seria levado a cabo por um suposto grupo da Cultura Capsiana proveniente do norte da África. Antonio Beltrán foi o primeiro em situar o começo desta arte em grupos epipaleolíticos ou mesolíticos, situando o seu apogeu em época neolítica. Aceitada a sua idade pós-paleolítica, Ripio realizou na década de 1960 um novo esquema cronológico, dividindo esta arte em quatro etapas: naturalista, estilizada estática, estilizada dinâmica e uma última fase de transição para o esquematismo.

## Características
Acredita-se que a arte levantina se expressa primariamente em pinturas, Seu foco é a vida espiritual do homem, cuja figura está representada de jeito simplificado. Não há hierarquia nas cenas. Vê-se a tentativa do pintor de colocar os elementos da sua pintura no espaço. Um exemplo claro desta arte é "Os dançantes de Cogull" no qual não se pode ver como se representa o movimento.
A figura humana (antropomorfismo), escassa na Arte do Paleolítico, adquire na Arte levantina uma grande importância. Desta forma pode-se ver com certa frequência que é o tema principal, e quando aparece na mesma cena que os animais, pode ver-se claramente que é a figura humana a que os corre. Existem cenas de homens executando trabalhos comuns desse período como são: a caça, as danças, lutas, executando tarefas agrícolas, de domesticação de animais, de recolha de mele, etc. Na representação do corpo humano existem desenhos de cabeças com certas características: as piriformes e as semi-esféricas e ovóides. Representam-se despidos pelo menos do tórax e algumas vezes com uma espécie de calças. Nalgumas ocasiões acostuma-se ver o sexo e há representações fálicas.
Os instrumentos representados nas ilustrações costumam ser flechas, paus, aljavas e bolsas. Estes objetos aparecem sempre associados à figura humana. A vegetação é muito pouco tratada na arte levantina.
Acostuma ser protagonista a natureza e, sobretudo, a fauna (zoomorfismo) que é objeto de representação, pode-se derivar de algumas pinturas como existe uma correspondência com algumas das espécies atuais: cervídeos, caprídeos (é o animal mais representado nas ilustrações), bovídeo s(são muito duvidosos e quase são uma interpretação), que bem aparecem sós ou agrupados em manadas. Rara vez foram representados canídeos, e estes aparecem ajudando numa cena de caça (Barranc de la Palla). A representação dos animais é muito curiosa na qual os animais acostumam-se traçar de perfil mais com os cornos e os cascos de frente.

## Localização
O conjunto da arte rupestre da Bacia Mediterrânica abrange sítios desde os Pirenéus até a atual província de Granada, no território correspondente com as atuais Catalunha, Aragão, Castela-A Mancha, Múrcia, a Comunidade Valenciana e Andaluzia. Foi declarado Bem de Interesse Cultural em 1985.
Acostuma-se encontrar em abrigos rochosos (protegidos por uma cornija natural) e não em cavernas de escassa profundeza, nas quais a luz do sol pode penetrar sem dificuldade. O local onde se representa pode ser na parte média ou alta de quaisquer dos abrigos. Pela sua situação em geral, estes sítios têm uma má conservação.

### Lista de jazidas protegidas
Trata-se de um conjunto de 727 abrigos rochosos, cavernas, covachos ou barrancos (segunda listagem da UNESCO), nos quais se encontrou alguma representação figurativa, desde traços geométricos a cenas de caça, colheita, dança ou guerra, incluindo figuras humanas e de animais.
Os sítios distribuem-se geograficamente da seguinte maneira entre 16 províncias:
- Comunidade Valenciana: 301 locais;
  - Província de Alicante: 130 locais.
  - Província de Castellón: 102 locais.
  - Província de Valência: 69 locais.
- Aragão: 132 locais.
  - Província de Teruel: 67 locais.
  - Província de Huesca: 47 locais.
  - Província de Saragoça: 18 locais.
- Castela-A Mancha: 93 locais.
  - Província de Albacete: 79 locais.
  - Província de Cuenca: 12 locais.
  - Província de Guadalajara: 2 locais.
- Região de Múrcia: 72 locais.
- Andaluzia: 69 locais.
  - Província de Jaén: 42 locais.
  - Província de Almeria: 25 locais;
  - Província de Granada: 2 locais.
- Catalunha: 60 locais.
  - Província de Tarragona: 39 locais.
  - Província de Lérida: 16 locais.
  - Província de Barcelona: 5 locais.

A Comissão de Cultura do Parlamento de Andaluzia aprovou a 25 de Maio de 2006 solicitar a inclusão da arte rupestre das províncias de Málaga e de Cádis como parte da arte rupestre da Bacia Mediterrânica da península Ibérica.